# (997) Priska
(997) Priska – planetoida z pasa głównego asteroid okrążająca Słońce w ciągu 4 lat i 134 dni w średniej odległości 2,67 au. Została odkryta 12 lipca 1923 roku w Landessternwarte Heidelberg-Königstuhl w Heidelbergu przez Karla Reinmutha. Nazwa pochodzi od imienia żeńskiego. Przed jej nadaniem planetoida nosiła oznaczenie tymczasowe (997) 1923 NR.